# 沈健 (物理学家)
沈健（1968年1月—），男，原籍浙江省余姚，生于北京，中国纳米技术与磁学专家，复旦大学教授。

## 生平
1989年，毕业于浙江大学物理系。考入中国科学院物理研究所继续攻读硕士学位。1992年以英国皇家学会高级访问学者身份赴利物浦大学表面中心做研究。1993年于德国马克斯·普朗克学会微结构研究所攻读博士学位。1996年至1998年，担任德国马普学会微结构所分子束外延研究组组长。1998年至2004年，任美国橡树岭国家实验室研究员。

## 任职
沈健现任美国橡树岭国家实验室高级研究员、纳米中心磁学组组长，同时他还是美国田纳西大学物理系教授。兼任美国真空学会磁学部主席。浙江大学光彪讲座教授。

## 荣誉
- 2003年获得美国青年科学家与工程师总统奖
- 2004年，美国工程技术界最高奖—美国总统奖
- 美国橡树岭国家实验室杰出成就奖
- 美国橡树岭国家试验室 Wigner Fellow
- 德国马普学会 Otto-Hahn 奖章